# Unhold
Unholde werden als literarische Figur vor allem in den herkömmlichen Märchen und Sagen sowie in der Fantasyliteratur der Gegenwart aufgenommen und entwickelt. Sie stellen alle Arten von bösen, dämonischen Kreaturen, Geistern oder Ungeheuern dar.

## Etymologie und Begriffsbildung
Der Unhold und die Unholdin als Begriffe sind in der Wortbildung durch die Präposition Un- die Umkehrung alles dessen, was „hold“ ist oder unter dem Begriff zusammengefasst wird. Das Element -hold erscheint ebenfalls im typologisch verwandten Begriff des Kobolds. Als Adjektiv hold ist es in der deutschen Sprache seit dem 8. Jahrhundert im Althochdeutschen und Altsächsischen belegt, es leitet sich von der germanischen Stammform *hulþa- für „(zu)geneigt, zugetan“ ab (so auch in gotisch hulþs = „gnädig“). Ein Hold oder Holde (Mehrzahl die Holden) konnte im mittelalterlichen Deutsch einen Freund, Diener oder Lehnsmann meinen; grundsätzlich gilt nach Jacob Grimm: „holdo, holde ist dem Wort nach ein freundliches, günstig gesinntes Wesen“. Die „guten Holden“ sind daher die guten Geister; daraus leiten sich mythologische Sagengestalten ab wie Frau Holle (Holda). Nach dem Dämonenglauben beseelten übernatürliche Geister die Natur, bestimmte Dinge oder Orte (Beispiel: der Brunnenholde als Wassergeist einer Quelle). Ein „Unhold“ ist also eine feindliche, einem Individuum „abgeneigte“ Person oder ein schädlicher, böser Geist. Beispielsweise hat in den Paralleltexten der Evangelien der gotischen Bibelübertragung (Wulfilabibel) ein unhulþa die Bedeutung von Dämon, Teufel: die Antithese eines holdo, eines „Freundes, Verwandten, Jüngers“.
Der Begriff „Unhold“ fand damit Einzug in eine Reihe volkssprachiger christlich-klerikaler Texte, deren Vorlage die ursprünglich meist griechisch-lateinische theologische Literatur darstellte. Er wurde vielfach aus der niederen Mythologie, dem Volks- und Aberglauben der zunächst frühmittelalterlichen germanischen Kulturen, übernommen. In der Erzähltradition des europäischen Mittelalters bis zur Neuzeit entwickelte er sich weiter.

## Unholde in der Literatur

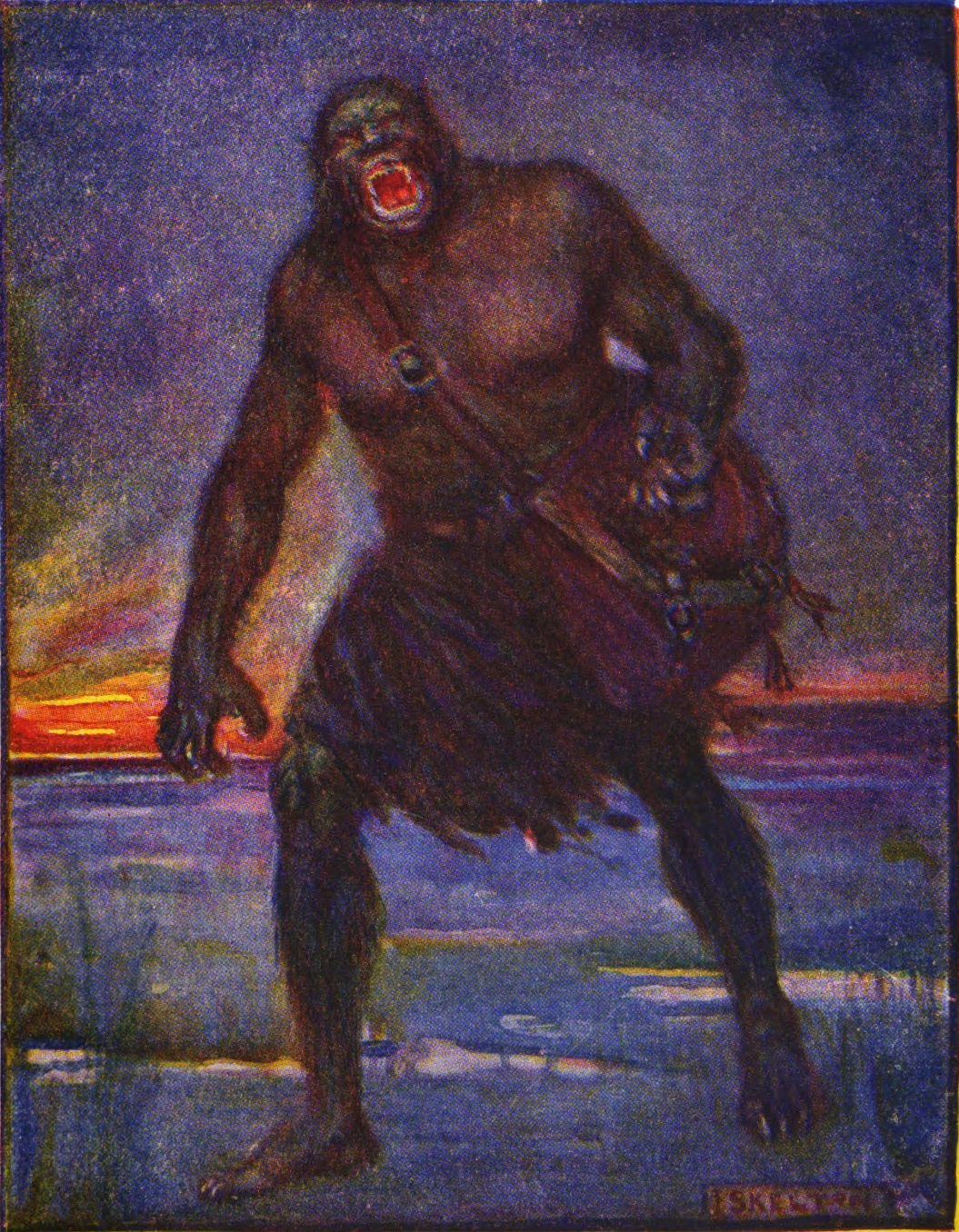
Darstellung des Beowulfschen Grendel nach Henrietta Elizabeth Marschall aus dem Jahr 1908

In der älteren Edda ist oftmals von Riesen und Unholden die Rede, gegen die sich die Helden der Sagas erwehren mussten. Zu diesen zählen auch weibliche Wesen, wie beispielsweise im Lied von Helgi Hjörvarðsson, wo sich Atli und Helgi mit Sváfa (Tochter des Riesen Hati) des Nachts einen Disput liefern, den die Helden in die Länge ziehen, bis der erste Sonnenstrahl auf die Unholdin fällt und sie in Stein verwandelt.
In dem Heldengedicht Beowulf, welches in angelsächsischen Stabreimen verfasst ist, kämpft Beowulf, der Held der Geschichte, gegen einen Unhold namens Grendel. Grendel, der die Halle Heorot überfällt, die König Hroðga für sein Volk und seine Familie errichten ließ, weil ihn die lauten Gesänge und Feiern plagten, wird von Beowulf, der mit der Erlaubnis des Königs Hygelac von Gautland seine Heimat verlässt, so stark verwundet, dass er in seine Sümpfe zurückkehrt und dort verendet.
Laut einigen Volkssagen waren Unholde Baumeister, die Dinge vollbringen konnten, die die Möglichkeiten eines normalen Baumeisters bei weitem überstiegen. Allerdings ließen sie sich im Falle der rechtzeitigen Fertigstellung auch fürstlich entlohnen. So forderten sie in einigen Sagen beispielsweise die Sonne oder den Mond als Lohn. Manchmal kam es vor, dass sie, ähnlich wie in den Erzählungen um Drachen, junge Mädchen beanspruchten. Die Auftraggeber wussten nicht, wie es um die handwerklichen Fähigkeiten der Unholde bestellt war, und glaubten, ihnen gefahrlos den Auftrag erteilen zu können, da sie davon ausgingen, dass sie die Unholde nicht bezahlen müssten. Es sei sehr unwahrscheinlich, dass ein solches Bauwerk rechtzeitig innerhalb der Frist fertiggestellt werden würde. Als sie jedoch sahen, wie schnell die Bauarbeiten voranschritten, versuchten sie sich der Unholde zu entledigen. Laut Volkssage wurden die Unholde ebenso wie Trolle zu Stein, wenn sie das Sonnenlicht erblickten, oder starben, wenn man sie bei ihrem richtigen Namen nannte.
In der Erzählung Der Herr der Ringe des Autors J. R. R. Tolkien kommen Unholde in Form der Grabunholde vor, die auch als Grabwichte (barrow-wights) oder Gräbergäuche bezeichnet werden und die in den Gräbern der Hügelgräberhöhen hausen. Hier versuchen sie, die Lebenden in die Höhlen zu locken, um sie zu opfern. Dabei machte sich Tolkien ein Konzept aus der altnordischen Sagaliteratur zu eigen, wonach sich in den Grabhügeln der Verstorbenen aus der Bronze- oder Wikingerzeit die toten Krieger gegen Grabräuber zur Wehr setzten. Diese Gräber waren also von gewalttätigen Unholden bewohnt, die als Wiedergänger oder lebende Tote angesehen wurden. Auch in dem Gedicht Die Abenteuer des Tom Bombadil werden diese Grabunholde erwähnt.
Die Bezeichnung Unhold wurde jedoch nicht ausschließlich auf übernatürliche Wesen angewendet, sondern im übertragenen Sinne auf Menschen, die anderen unhold (bösartig, finster, schädigend) waren. In einer Volkssage mit dem Titel Wolf der Unhold wird von einem Knaben berichtet, der schon in seinen jungen Jahren ungestüm und boshaft ist, sodass er in seinem Dorf verachtet und gemieden wird. Seine Eltern sehen keinen Ausweg und beschließen, ihn nach Mainz zu schicken, damit er dort als Stallbursche des Bischofs arbeitet. Jahre später kehrt er im Tross des Bischofs in sein Heimatdorf Merth zurück. Dort trifft er wieder auf die Tochter des Köhlers, die als Einzige einen positiven Einfluss auf Wolf ausgeübte, als dieser noch klein war. Er trifft sich jeden Tag mit ihr und sie beschließen, zu heiraten. Als er mit dem Bischof nach Mainz zurückkehren muss, verspricht Wolf der Köhlerstochter, zurückzukehren, um sie zu ehelichen. Als er dann wieder in Merth ankommt, erfährt er, dass sowohl seine Eltern als auch seine Geliebte an der Pest starben. Jahre später kommt er durch ein Handgemenge auf einer Kirmes in Merth zu Tode. Seine letzten Worte sind: „Fluch über Merth und alle seine Bewohner! Alle sollen es wissen: Ich bin ein Verworfener, und für mich gibt es keine Ruhe im Grabe – ruhelos muss ich wandern bis in alle Ewigkeit!“ Er wird drei Tage später begraben, in der Nacht verfinstert sich der Himmel, die Bewohner von Merth hören laute Geräusche, und sie sehen über dem Bergfried der naheliegenden Burg eine riesige Gestalt, die ihre Faust gen Merth streckt. In den nächsten Nächten wiederholen sich diese Ereignisse und der Burggraf sendet einen Boten, um den Bischof über die unheimlichen Vorkommnisse zu unterrichten. Erst als ein Gewölbe über den Gebeinen des toten Wolf errichtet wird, enden die merkwürdigen Ereignisse.
Es gibt eine Reihe von Studien, die sich mit Unholden beschäftigen. So verfasste Christa Habiger-Tuczay 1982 eine Studie mit dem Titel Der Unhold ohne Seele, die sich mit der Geschichte des Motivs des Unholds beschäftigt. Zuvor hatte Friedrich von der Leyen bereits 1908 eine Abhandlung mit dem Titel Der gefesselte Unhold: eine mythologische Studie veröffentlicht, die sich mit der Rolle des Unholds in der Mythologie beschäftigt.